# Klin (Beskid Żywiecki)
Klin – szczyt w Grupie Oszusa w Beskidzie Żywiecko-Kisuckim. Topograficzna mapa Geoportalu podaje jego wysokość 890 m.
Klin znajduje się w miejscowości Soblówka w województwie śląskim, w powiecie żywieckim, w gminie Ujsoły. Stanowi krótkie, południowo-zachodnie odgałęzienie Równego Beskidu, ale jest od niego niemal całkowicie oddzielony dolinami źródłowych potoków (potok Urwisko i jego dopływy). Jest całkowicie porośnięty lasem.